# Vápnfirðinga saga
La Vápnfirðinga saga (che in italiano significa Saga degli abitanti del Vápnafjörðr) è una saga degli Islandesi scritta in norreno in Islanda intorno al XIII-XIV secolo; l'autore, come per molte di queste saghe, è ignoto. L'editore moderno della Vápnfirðinga saga, la cui versione è presa convenzionalmente come standard, è l'Íslenzk Fornrit.